# Eupithecia subexiguata
Eupithecia subexiguata là một loài bướm đêm trong họ Geometridae.